# 黑石平站

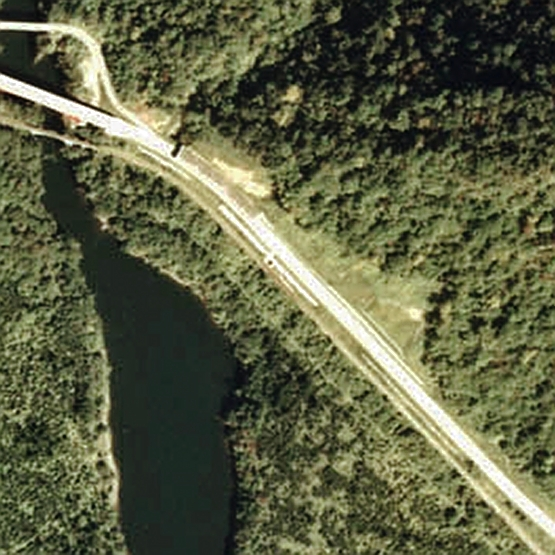
1977年黑石平站與方圓約500米範圍。上方為糠平方向。中央左上方設有國道273號的落石保護隧道，在該處設有連接車站的樓梯。樓梯左右兩邊設有白線，為小道的擋土牆。黑色一點的物體是候車室的屋頂。

黑石平站（日语：／ Kuroishidaira eki */?）是位於北海道河東郡上士幌町字黑石平，日本國有鐵道（國鐵）的士幌線車站（廢站）。隨著士幌線全線廢線，車站在1987年（昭和62年）3月23日廢除。

## 歷史
- 1956年（昭和31年）12月25日 - 車站啟用。當時為旅客車站[1]。
- 1963年（昭和38年）11月1日 - 隨著電力所前臨時乘降場，此站只有下行列車停靠。
- 1987年（昭和62年）3月23日 - 士幌線全線廢除，此站也廢除[2]。

### 站名的由來
當地盛產十勝石（黑曜岩），因此車站便名為「黑石」。但是由於黑石線已經有一座黑石站，因此加上了糠平的「平」字，變成該站的正式名稱。

### 與電力所前臨時乘降場的關係
黑石平是糠平大壩發電站相關的住宅所在地。由於住宅位於附近斜坡上，因此車站設於鄰近位置。後來，於住宅附近設置電力所前臨時乘降場，在不干擾列車出發的情況下，向下斜坡方向（帶廣方向）的列車停靠該站，並通過此站。因此，此站只有一個方向（糠平方向）的列車停靠，帶廣方向的所有列車通過此站（乘客需要在電力所前臨時乘降場下車）。但是在全國版的時間表由於省略記載臨時乘降場，因此上下行列車均記載在此站停靠。
兩站的主要使用者為上述住宅區的（發電站員工）家屬乘客。在1978年起，這些家屬開始遷移至上士幌町中心，因此黑石平周邊開始變成無人地帶。在1984年建設了糠平電力館，後來在2000年9月關閉。

## 車站構造
截至車站廢除前，此站是地面車站，設有1面1線的單式月台。

## 現況
在2021年，連接國道273號和車站的樓梯被撤走，車站遺址已經沒有痕蹟。

## 車站周邊
- 十勝巴士（日语：十勝バス）「黑石平」巴士站 - 位於電力所前臨時乘降場附近位置

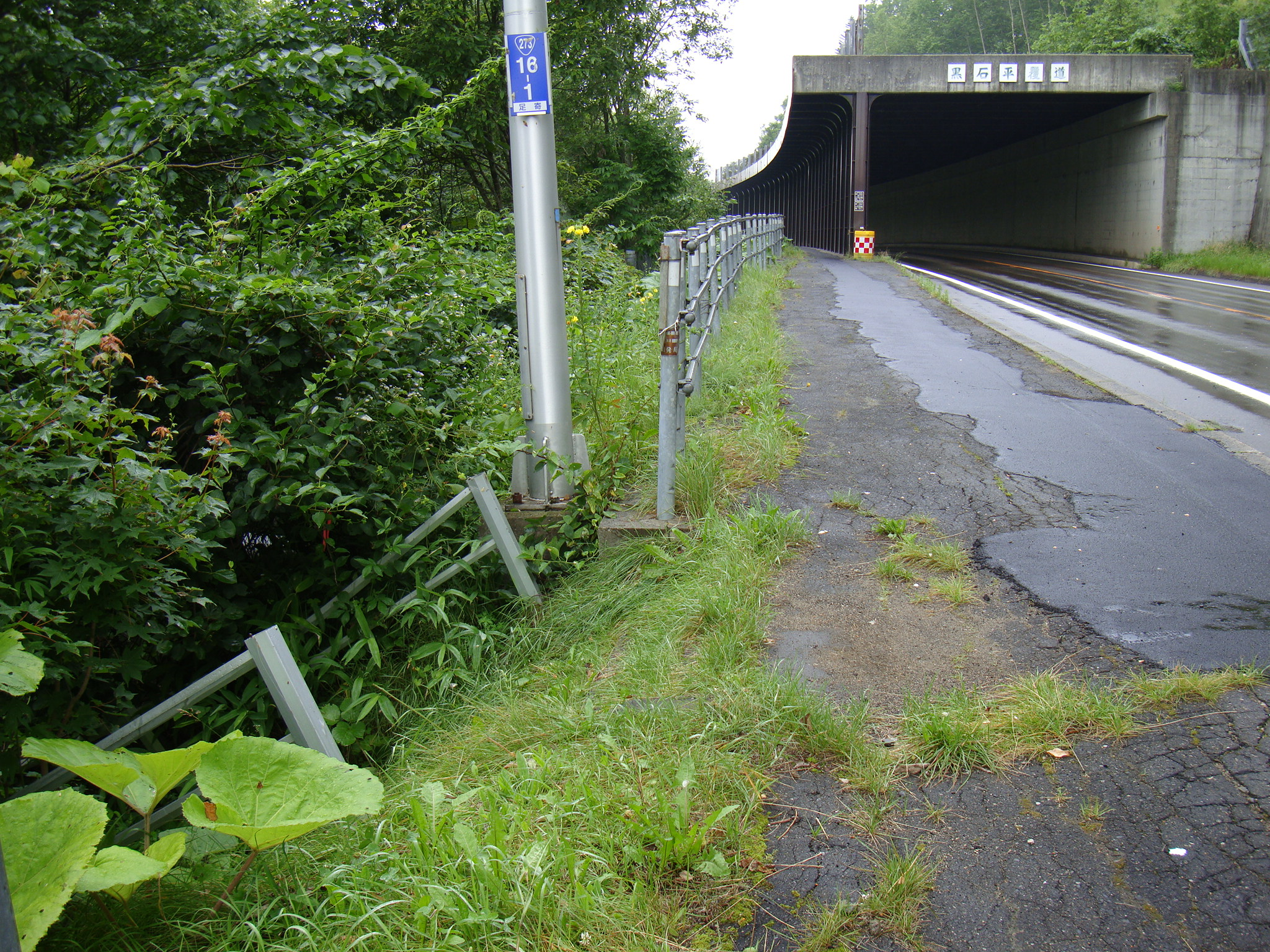
國道與月台之間的樓梯（2009年7月）
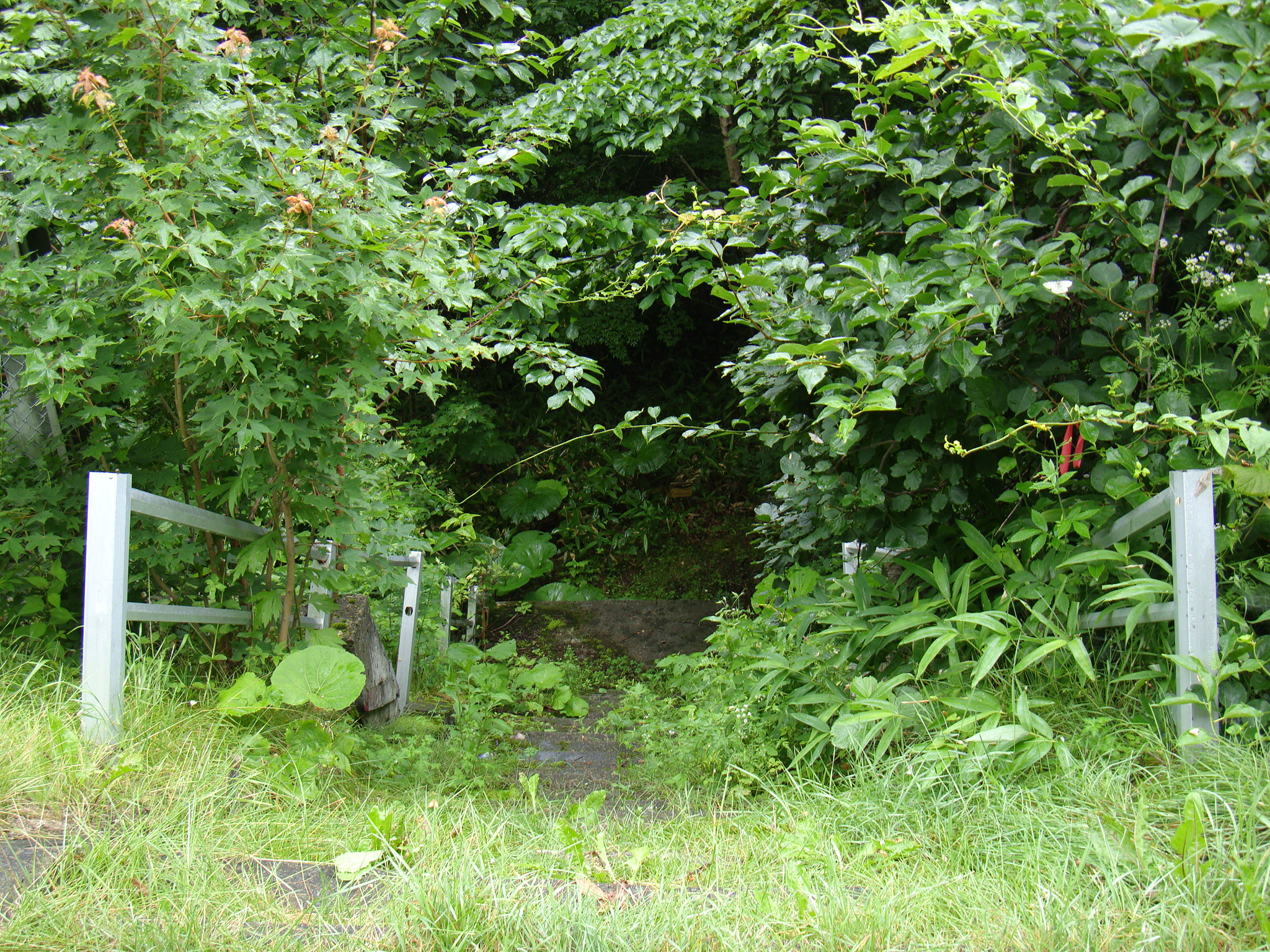
車站已經回歸自然（2009年7月）
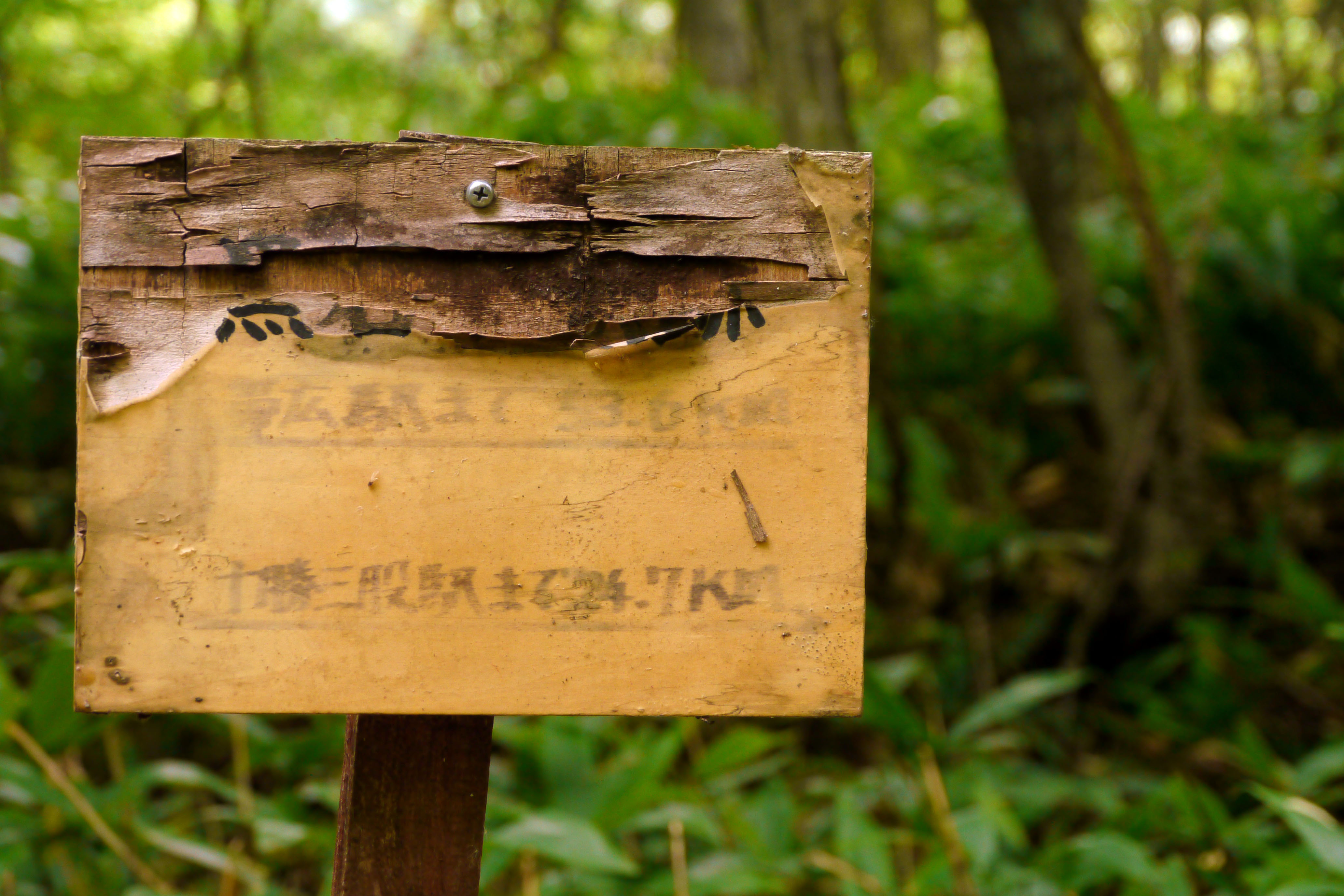
在森林內遺留的告示牌 (2011年8月12日)

## 相鄰車站
日本國有鐵道
士幌線
清水谷－黑石平－（電力所前臨時乘降場）－（糠平大壩臨時乘降場）－糠平

## 注腳
1. 1 2   第1版. 札幌市: 日本国有鉄道北海道総局. 1973-03-25: 138. ASIN B000J9RBUY （日语）.
2. ↑  停車場変遷大事典 国鉄・JR編 Ⅱ JTB 1998年10月發行